# Saint-Hilaire-sur-Yerre
Saint-Hilaire-sur-Yerre foi uma comuna francesa na região administrativa do Centro, no departamento Eure-et-Loir. Estendia-se por uma área de 16,62 km². Em 2010 a comuna tinha 500 habitantes (densidade: 30,1 hab./km²).
Em 1 de janeiro de 2017, passou a formar parte da nova comuna de Cloyes-les-Trois-Rivières.